# Rudolf Kinder
Rudolf Kinder (lit. Rudolfas Kinderis, ur. 17 lutego 1881 w Prenach, zm. 13 marca 1944) – niemiecki polityk na Litwie i samorządowiec, poseł do Sejmu w latach 1923–1927. 

## Życiorys
W 1920 pełnił obowiązki posła na Sejm Ustawodawczy Litwy. W 1922 bez powodzenia kandydował w wyborach do Sejmu I kadencji, jednak mandat uzyskał w wyborach 1923 i 1926. Zasiadał we wspólnej frakcji niemiecko-rosyjskiej, w po wyborach 1926 w Klubie Niemców i Kłajpedzian. Od 1921 do 1934 pełnił obowiązki radnego Kowna. 